# China Investment Corporation
China Investment Corporation, CIC, Китайская инвестиционная корпорация — китайский суверенный фонд, один из крупнейших в мире. Является крупнейшим акционером ряда китайских банков и компаний, в частности крупнейшей публичной компании в мире ICBC.

## История
В декабре 2003 года Народный банк Китая основал фонд Central Huijin Investment для инвестиций в крупнейшие банки страны. В сентябре 2007 года Министерство финансов КНР создало Китайскую инвестиционную корпорацию, которая выпустила облигации. Из вырученной от их размещения суммы $67 млрд было потрачено на приобретение у Народного банка Central Huijin Investment, включённого в состав корпорации, а $200 млрд стали уставным капиталом CIC. Главой корпорации стал вице-министр финансов Лоу Цзивэй. Целью  создания корпорации было расширение сферы применения валютных поступлений от китайского экспорта, которые до этого в основном вкладывались в облигации госзайма США с очень низкой доходностью; Китай стал крупнейшим держателем американских облигаций, на них приходится треть валютных резервов КНР, которые на 2007 год составляли $1,6 трлн, а через 10 лет превысили $3 трлн, что является крупнейшим показателем в мире. Хотя суверенный фонд при создании был ориентирован на покупку зарубежных активов, на 2010 год более половины его активов приходились на доли в крупнейших банках и страховых компаниях КНР. Первыми крупными зарубежными инвестициями 2007 года стали покупка 9,9 % акций Morgan Stanley за $5,6 млрд и доли в американском частном фонде Blackstone Group за $3 млрд (эти инвестиции принесли большие убытки с началом мирового финансового кризиса в 2007 году).
В сентябре 2008 года международной рабочей комиссией по суверенным фондам (при МВФ) были разработаны общепринятые принципы и практики работы таких фондов (англ. Generally Accepted Principles and Practices (GAPP), “Santiago Principles”). CIC принимал участие в разработке этих принципов, а в октябре 2008 года они были приняты правительством КНР для контроля над деятельностью CIC. В 2011 году ежегодный международный форум суверенных фондов проходил в КНР, на нём была принята пекинская декларация, создавшая постоянный секретариат по суверенным фондам при МВФ, а председатель наблюдательного совета CIC Дзинь Лицюнь был избран главой форума. При этом в рейтинге на соответствие GAPP из 48 крупнейших суверенных фондов мира CIC занимает 23-е место — хотя фонд публикует годовые отчёты, остаётся закрытой информация о портфолио зарубежных активов и взаимоотношениях с властями КНР.
После перерыва в 2008 году на расширение портфолио в 2009 году было потрачено $8,15 млрд, приобретались в основном небольшие пакеты акций публичных компаний; крупнейшими покупками в период с 2009 по 2012 год были доли в компаниях GDF Suez (добыча нефти и газа, Франция, $3,15 млрд, 30 %), PT Bumi Resources (угледобыча, Индонезия, $1,9 млрд), AES Corporation (альтернативная электроэнергетика, США, $1,58 млрд, 15 %), Teck Resources (минеральные ресурсы, Канада, $1,5 млрд, 17,2 %), увеличение доли в Morgan Stanley ($1,21 млрд, +1 %), Goodman Group (недвижимость, Австралия, $1,09 млрд, 6,9 %), General Growth Properties (недвижимость, США, $1,03 млрд, 7,4 %), КазМунайГаз (добыча газа, Казахстан, $940 млн, 11 %), Thames Water (коммунальные услуги, Великобритания, $920 млн, 8,7 %), Atlantic LNG Company (переработка природного газа, Тринидад и Тобаго, $850 млн, 10 %), Noble Group (логистика, Гонконг, $850 млн, 14,9 %), Changsha Zoomlion (промышленное производство, Китай, $816 млн, 15,8 %), Global Logistic Properties-CIC JV (недвижимость, Япония, $800 млн, 50 %), аэропорте Хитроу (Великобритания, $730 млн, 10 %), GCL-Poly Energy Holdings (энергетика, Гонконг, $717 млн, 20,1 %), BlackRock (инвестиционная компания, США, $714 млн), Vale (добыча железной руды, Бразилия, $500 млн), Cheniere Energy (добыча нефти и газа, США, $500 млн), SouthGobi Energy Resources (угледобыча, Канада, $500 млн), Eutelsat (телекоммуникации, Франция, $490 млн, 7 %), Polyus Gold (золотодобыча, Россия, $425 млн, 5 %), Nobel Oil Group (нефтедобыча, Россия, $270 млн, 45 %). Если инвестиции на внутреннем рынке приносили стабильный доход, то зарубежные давались корпорации с переменным успехом и нередко приносили большие убытки, поэтому уже с 2008 года значительные суммы вкладывались в американские инвестиционные фонды, с 2010 года свыше половины зарубежных активов находились под управлением сторонних фондов (в некоторых из них CIC стала акционером).
В ноябре 2010 года был учреждён гонконгский филиал CIC International (Hong Kong). В январе 2011 года было открыто представительство в Торонто (Канада), позже в том же году была создана дочерняя структура для международной деятельности CIC International, для пополнения её инвестиционного капитала была проведена ещё одна эмиссия облигаций, на $30 млрд. В июне 2012 года было создано совместное предприятие с Российским фондом прямых инвестиций (дочерней структурой Внешэкономбанка) Russia-China Investment Fund, стороны внесли по $1 млрд. В феврале 2013 года при проведении первичного размещения акций Московской биржи CIC стала одним из акционеров, вложив $187 млн за 4,58 % акций. Также в 2013 году была куплена доля (12,5 %) в российском производителе калийных удобрений Уралкалий; стоимость сделки оценивалась в $2 млрд. В декабре 2014 года был основан Китайско-мексиканский инвестиционный фонд. В декабре 2015 года взамен представительства в Торонто было открыто представительство в Нью-Йорке (США). Также в 2015 году был основан ещё один фонд, CIC Capital, для прямых инвестиций в китайские и зарубежные компании.
В 2017 году была куплена 45-процентная доля в 1211 Avenue of the Americas, офисном здании в Нью-Йорке, которое оценивается в $2,3 млрд. Крупнейшим проектом 2018 года стало участие в приватизации датской телекоммуникационной компании TDC; инвестиции консорциума из CIC и группы датских инвесторов составили 8 млрд евро

## Собственники и руководство
Формально China Investment Corporation является отделённой от государства инвестиционной корпорацией. На практике её единственным акционером является Государственный совет КНР, из 25 членов высшего руководства (совет директоров, наблюдательный совет, правление) только трое не находились на госслужбе. По одному неисполнительному члену совета директоров напрямую назначают пять государственных ведомств: Народный банк Китая, администрация по работе с иностранной валютой (SAFE), Министерство финансов, Министерство коммерции и Национальная комиссия развития и реформ.
Первым главой фонда был Лоу Цзивэй, в 2013 году прошло обновление высшего руководства — Лоу Цзивэй перешёл на пост министра финансов, а в China Investment Corporation его сменил Дин Сюэдун (2014—2017). В апреле 2019 года прошла очередная смена руководства.
- Пэн Чунь (Peng Chun, род. в 1962 году) — председатель совета директоров и главный исполнительный директор, ранее возглавлял Bank of Communications, имеет степень магистра по экономике от школы финансов при Народном банке Китая.
- Чзюй Вэйминь (Ju Weimin, род. в 1963 году) — вице-председатель и президент, ранее был вице-президентом CITIC Limited.
- Ян Гочжун (Yang Guozhong, род. в 1963 году) — председатель наблюдательного совета, ранее работал в Народном банке Китая и его дочерней структуре — Государственном валютном управлении КНР[1].

## Деятельность
CIC является одним из 4 суверенных фондов КНР, остальные три называются SAFE Investment Company (SAFEIC, основан в 1997 году в Гонконге, подчинён Народному банку КНР), National Social Security Fund (NSSF, основан в 2000 году Министерством соцобеспечения, как и CIC подчинён Госсовету КНР) и China-Africa Development Fund (CADF, основан в 2007 году, косвенно, через China Development Bank, подчинён CIC, специализируется на проектах в Африке). На них приходится пятая часть активов всех суверенных фондов в мире (данные на 2013 год). В отличие от большинства суверенных фондов, CIC не имеет постоянного источника наполнения, инвестиционный капитал пополнялся только два раза путём эмиссии облигаций (на $200 млрд в 2007 году и на $30 млрд в 2011 году); рост активов фонда обеспечивается доходом от инвестиций (в первую очередь в китайские банки).
Подробности международного портфолио не разглашаются, но, согласно годовому отчёту за 2018 год, основными категориями были акции компаний — 38,3 %, облигации и другие ценные бумаги с фиксированной доходностью — 15,2 %, альтернативные инвестиции (вложения в хэдж-фонды, недвижимость, инфраструктуру, ресурсы и товары) — 44,1 %, наличные, краткосрочные депозиты и облигации казначейства США — 2,4 %. Более половины инвестиций приходится на США (53,5 %), на другие развитые страны приходится треть (33,2 %), остальное на развивающиеся страны (13,3 %). Под управлением сторонних компаний находится 57,9 % активов. В распределении инвестиций по отраслям преобладает финансовый сектор (18,2 %), информационные технологии (15,2 %), здравоохранение (13 %), промышленность (10,1 %), производство неосновных потребительских товаров (10,1 %), телекоммуникации (9,8 %), производство основных потребительских товаров (6,7 %), энергетика (5,2 %), материалы (3,9 %), коммунальный сектор (3 %), недвижимость (2,4 %).

### Central Huijin Investment
Central Huijin Investment был основан в 2003 году для инвестиций в крупнейшие банки и страховые компании КНР. Имеет свой отдельный совет директоров и сохраняет значительную автономию от CIC. На конец 2018 года капитал под управлением Central Huijin составил 4,3 трлн юаней ($623 млрд), ему принадлежали пакеты акций в 17 финансовых институтах с общим размером активов 118 трлн юаней ($17 трлн), из низ 11 являются публичными компаниями с общей рыночной капитализацией 6,1 трлн ($880 млрд), в них доля Central Huijin составляла 2,8 трлн ($406 млрд). Основные активы:
- China Development Bank — 34,68 %
- Industrial and Commercial Bank of China — 34,71 %
- Agricultural Bank of China — 40,03 %
- Bank of China — 64,02 %
- China Construction Bank Corporation — 57,11 %
- China Everbright Group — 55,67 %
- China Everbright Bank Company — 19,53 %
- China Export & Credit Insurance Corporation — 73,63 %
- China Reinsurance (Group) Corporation — 71,56 %
- New China Life Insurance Company — 31,34 %
- China Jianyin Investment — 100 %
- China Galaxy Financial Holding — 69,07 %
- Shenwan Hongyuan Group — 22,28 %
- China International Capital Corporation — 55,68 %
- China Securities — 31,21 %
- Jiantou Zhongxin Assets Management — 70 %
- Guotai Junan Investment Management — 14,54 %

### CIC International
CIC International был основан в 2011 году для инвестиций в зарубежные компании, проекты, недвижимость.

### CIC Capital
CIC Capital был основан в 2015 году и включает три фонда:
- CIC Janus Asset Management Company — инвестиции в сельское хозяйство;
- Investment Department I — инвестиции в горнодобывающие и нефтегазовые компании;
- Investment Department II — инвестиции в компании в других отраслях[8].

|                      | 2008  | 2009  | 2010  | 2011  | 2012  | 2013  | 2014  | 2015  | 2016  | 2017  | 2018  |
| -------------------- | ----- | ----- | ----- | ----- | ----- | ----- | ----- | ----- | ----- | ----- | ----- |
| Инвестиционный доход | 23,96 | 44,88 | 55,39 | 48,59 | 83,05 | 92,50 | 94,87 | 76,74 | 83,03 | 114,5 | 67,84 |
| Чистая прибыль       | 23,13 | 41,66 | 51,56 | 48,42 | 77,40 | 86,90 | 89,10 | 73,94 | 75,34 | 103,6 | 65,06 |
| Активы               | 297,5 | 332,4 | 409,6 | 482,2 | 575,2 | 653,2 | 746,7 | 813,8 | 813,5 | 941,4 | 940,6 |
| Собственный капитал  | 288,8 | 320,0 | 374,3 | 425,1 | 495,9 | 619,2 | 709,3 | 724,7 | 735,0 | 846,0 | 858,8 |

## Международный консультационный совет
Международный консультационный совет был создан в 2009 году и включает инвестиционных советников из разных регионов мира:
Азия
- Шаукат Азиз (Shaukat Aziz, Пакистан) — бывший премьер-министр Пакистана и вице-президент Citibank
- Чжоу Сяочуань (Zhou Xiaochuan, КНР) — вице-председатель Boao Forum for Asia, бывший управляющий Народного банка Китая
- Джастин Ифу Линь (КНР) — декан Института новой структурной экономики Пекинского университета, бывший главный экономист и вице-президент Всемирного банка
- Фредерик Ма (Frederick Ma, Гонконг) — председатель MTR Corporation; почётный профессор школы экономики и финансов Гонконгского университета; бывший секретарь по коммерции и экономическому развитию правительства Гонконга
- Эндрю Шэн (Andrew Sheng, Малайзия) — главный советник Китайской банковской регуляторной комиссии, бывший председатель комиссии Гонконга по ценным бумагам

Африка
- Омари Исса (Omari Issa, Танзания) — глава фонда Jakaya Mrisho Kikwete; председатель международного совета AMREF Health Africa
- Джон Марэ (John H. Maree, ЮАР) — председатель Liberty Group; заместитель председателя и бывший CEO Standard Bank Group

Америка
- Дэвид Денисон (David Denison, Канада) — председатель Hydro One Limited; бывший генеральный директор Инвестиционного совета пенсионного плана Канады
- Мерит Джаноу (Merit E. Janow, США) — декан и профессор Колумбийского университета, бывший член апелляционного органа Всемирной торговой организации
- Джон Торнтон (John L. Thornton, США) — председатель совета попечителей Брукингского университета, председатель Barrick Gold Corporation, бывший президент Goldman Sachs

Европа
- ДеАнн Джулиус (Dame DeAnne Julius, Великобритания) — председатель Университетского колледжа Лондона, бывший председатель Chatham House
- Кнут Кьяер (Knut N. Kjaer, Норвегия) — председатель FSN Capital Partners and Sector Asset Management, бывший генеральный директор Norges Bank Investment Management (инвестиционной дочерней структуры Банка Норвегии)
- Жан Лемьер (Jean Lemierre, Франция) — председатель совета директоров BNP Paribas, бывший президент Европейского банка реконструкции и развития
- Лорд Сассун (Lord Sassoon, Великобритания) — исполнительный директор Jardine Matheson Holdings, председатель Китайско-британской торговой палаты, бывший коммерческий секретарь Казначейства Великобритании и его представитель в Палате Лордов
- Герхард Шрёдер (Gerhard Schröder, Германия) — председатель комитета акционеров газопровода «Северный поток», председатель совета директоров «Роснефти», бывший канцлер Германии